# Новоматвеевка (Алтайский край)
Новоматвеевка — поселок в Рубцовском районе Алтайского края. Входит в состав Самарского сельсовета.

## История
Основан в 1920 г. В 1928 г. деревня Ново-Матвеевская состояла из 76 хозяйств, основное население — русские. В составе Половинкинского сельсовета Рубцовского района Рубцовского округа Сибирского края. В 1931 г. посёлок Ново-Матвеевский состоял из 85 хозяйств, в составе Половинкинского сельсовета Рубцовского района.

## Население
| 1926 | 1931 | 1997 | 1998 | 1999 | 2000 |
| ---- | ---- | ---- | ---- | ---- | ---- |
| 395  | ↘388 | ↘91  | ↗97  | ↘95  | ↗96  |
| 2001 | 2002 | 2003 | 2004 | 2005 | 2006 |
| ↘90  | ↗101 | ↗102 | ↘99  | →99  | ↘90  |
| 2007 | 2008 | 2009 | 2010 | 2011 | 2012 |
| ↘86  | ↘85  | ↗89  | ↘88  | ↘87  | ↘83  |
| 2013 |      |      |      |      |      |
| ↘76  |      |      |      |      |      |